# Departamentul Atlántida
Atlántida este un departament din Honduras, cu capitala la La Ceiba. Numără 400.787 locuitori (2006) pe o suprafață de 4.372,1 km².

## Municipalități
1. Arizona
2. El Porvenir
3. Esparta
4. Jutiapa
5. La Ceiba
6. La Masica
7. San Francisco
8. Tela